# Àcid crotònic
L'àcid crotònic (àcid (2E)-but-2-enoic) és un àcid carboxílic insaturat de cadena curta descrit per la fórmula CH3CH=CHCO2H. El nom d'àcid crotònic es va donar perquè es pensava erròniament que era un producte de saponificació de l'oli de croton. Cristal·litza com agulles incolores de l'aigua calenta. Amb un cis-alquè, l'àcid isocrotònic és un isòmer de l'àcid crotònic. L'àcid crotònic és soluble en aigua i molts dissolvents orgànics. La seva olor és semblant a la de l'àcid butíric.

## Producció
L’Àcid crotònic produït industrialment per oxidació de crotonaldehid
CH3CH=CHCHO + 1/2 O2 → CH3CH=CHCO2H
Existeixen altres mètodes, inclosa la condensació Knoevenagel d'acetaldehid amb àcid malònic en piridina:
La hidròlisi alcalina del cianur d'alil seguida de la reordenació intramolecular del doble enllaç:
A més, es forma durant la destil·lació de l'àcid 3-hidroxibutíric:

## Propietats
L'àcid crotònic cristal·litza en el sistema cristal·lí monoclínic del grup espacial P21/a (grup espacial 14, posició 3) amb els paràmetres de gelosia a = 971 pm, b = 690 pm, c = 775 pm i β = 104,0°. La cel·la unitat conté quatre unitats de fórmula.

## Reaccions
L'àcid crotònic es converteix en àcid butíric per hidrogenació o per reducció amb zinc i àcid sulfúric.
Després del tractament amb clor o brom, l'àcid crotònic es converteix en àcids 2,3-dihalobutírics:
L'àcid crotònic afegeix bromur d'hidrogen per formar àcid 3-bromobutíric.
La reacció amb una solució alcalina de permanganat de potassi dona àcid 2,3-dihidroxibutíric.
En escalfar-se amb anhídrid acètic, l'àcid crotònic es converteix en anhídrid àcid:
L'esterificació de l'àcid crotònic utilitzant àcid sulfúric com a catalitzador proporciona els èsters crotonats corresponents:
L'àcid crotònic reacciona amb l'àcid hipoclorós a l'àcid 2-cloro-3-hidroxibutíric. Això es pot reduir amb amalgama de sodi a àcid butíric, es pot formar amb àcid sulfúric àcid 2-clorobutenoic, reaccionar amb clorur d'hidrogen a àcid 2,3-diclorobutenoic o amb etòxid de potassi a àcid 3-metiloxiran-2-carboxílic.
L'àcid crotònic reacciona amb l'amoníac en la posició alfa en presència d'acetat de mercuri (II). Aquesta reacció proporciona dl-treonina.

## Usos
L'àcid crotònic s'utilitza principalment com a comonòmer amb acetat de vinil.[14] Els copolímers resultants s'utilitzen en pintures i adhesius.
El clorur de crotonil reacciona amb N-etil-2-metilanilina (N-etil-o-toluidina) per proporcionar crotamiton, que s'utilitza com a agent contra la sarna.

## Seguretat
La seva DL50 és d'1 g/kg (oral, rates). Irrita els ulls, la pell i el sistema respiratori.